# سیارک ۱۳۶۵۰
سیارک ۱۳۶۵۰ (به انگلیسی: 13650 Perimedes، نامگذاری:1996TN49)۱۳۶۵۰مین سیارک کشف شده‌است که در ۰۴ اکتبر ۱۹۹۶ کشف شد.